# Línia evolutiva de Barboach
Aquesta línia evolutiva de Pokémon inclou Barboach i Whiscash.

## Barboach
Barboach és una de les espècies que apareixen a la franquícia Pokémon, una sèrie de videojocs, anime, mangues, llibres, cartes col·leccionables i altres mitjans que va ser inventada per Satoshi Tajiri i ha generat milers de milions de dòlars en beneficis per a Nintendo i Game Freak. És de tipus aigua i tipus terra i evoluciona a Whiscash.

## Whiscash
Whiscash és una de les espècies que apareixen a la franquícia Pokémon, una sèrie de videojocs, anime, mangues, llibres, cartes col·leccionables i altres mitjans que va ser inventada per Satoshi Tajiri i ha generat milers de milions de dòlars en beneficis per a Nintendo i Game Freak. És de tipus aigua i tipus terra i evoluciona de Barboach.
Segons GamesRadar+, el disseny d'aquest Pokémon es basa en el namazu del folklore japonès.